# 손랑
손랑(孫朗, ? ~ ?)은 손견(孫堅)의 서자로, 손책(孫策)·손권(孫權)의 이복 아우이며, 자는 조안(早安)이다. 별명은 손인(孫仁)이다.

## 생애
손견 사후, 강남으로 달아났다가 나중에 오의 정무중랑장이 되었다.
《강표전》에 따르면, 형제 손광(孫匡)이 동구의 전투(222년)로 실책을 범했기 때문에, 지휘관 여범(呂範)을 통해 형 손권으로부터 손씨의 성이 박탈되고, 정씨가 되어 종신금고에 처해졌다고 한다. 그러나, 배송지는 이것이 20여 세에 죽었다는 손광전의 기록과 일치하지 않으며, 강표전은 손랑을 손광으로 잘못 쓴 것이라고 주장한다.

## 손랑의 친족관계
※손강 · 손정의 계보는 각 항목을 참조할 것.

## 같이 보기
- 삼국지 인물 목록